# NGC 3918
NGC 3918 is een planetaire nevel in het sterrenbeeld Centaur. Het hemelobject ligt 4.900 lichtjaar van de Aarde verwijderd en werd op 3 april 1834 ontdekt door de Britse astronoom John Herschel. De nevel kan, wegens de hoge helderheid, zelfs met een kleine (amateur)telescoop gezien worden.
Karakteristiek voor de nevel is de emissie van een typisch blauw licht. In het centrum bevindt zich een witte dwerg (magnitude = 15,7), die door de nevel zelf bedekt wordt en die een restant vormt van een rode reus. Deze witte dwerg emitteert intensieve ultraviolette straling, die het omliggende gas uit de nevel tot fluorescentie brengt.
Spectroscopische data hebben uitgewezen dat de nevel zich met een snelheid van 17 kilometer per seconde naar ons toe beweegt. De nevel zelf expandeert met een snelheid van ongeveer 24 kilometer per seconde.

## Synoniemen
- ESO 170-PN13
- PK 294+04 1
- PN G294.6+04.7
- Hen 2-74